# Garigliano
Garigliano je řeka v Itálii, tvořící přirozenou hranici Kampánie a Lazia.

## Geografie
Vzniká soutokem řek Liri a Gari u vesnice Giunture a vlévá se do Tyrhénského moře nedaleko Gaety. Pod svým názvem měří 38 km, vzdálenost od pramene Liri po ústí do moře dosahuje 158 km. Plocha povodí je 5 020 km² a průměrný roční průtok činí 120 m³/s. Vodní režim závisí na srážkách, řeka se využívá k zavlažování a její povodí je obilnářskou oblastí. Region podél řeky se nazývá Terra di Lavoro podle latinského kmene Leborini. Ústí řeky je pro své přírodní bohatství evropsky významnou lokalitou.

## Historie
Staří Římané řeku nazývali Verde podle její zelené vody. Ve středověku se na Gariglianu nacházela jižní hranice Papežského státu.
V roce 915 se konala bitva na Garaglianu, v níž křesťanské jednotky vedené papežem Janem X. zvítězily nad Saracény z Minturna.
K dalšímu významnému střetnutí zde došlo v prosinci 1503, kdy Španělé porazili Francouze a jejich spojence Ludvíka II. ze Saluzza a ovládli tak Neapolské království. V bitvě zahynul Petr Medicejský.
Za druhé světové války tvořila řeka součást Gustavovy linie na obranu Říma, která byla prolomena v bitvě o Monte Cassino za pomoci Svobodných Francouzů. Na paměť této události byl v roce 1966 pojmenován pařížský most Pont du Garigliano.

## Hospodářský význam
Podél Garigliana vede státní silnice SS 430. Technickou památkou je most Real Ferdinando z roku 1832, který projektoval Luigi Giura. K významným turistickým destinacím v oblasti patří lázně Suio a Baia Domizia. Podle řeky byla pojmenována Jaderná elektrárna Garigliano v Sessa Aurunca, uvedená do provozu v roce 1964 a uzavřená v roce 1982.